# Arisa Sugi
Arisa Sugi (杉 ありさ Sugi Arisa, nascută, 6 ianuarie 1989, în Tokyo, Japonia) este o actriță japoneză care este afiliat cu LesPros Entertainment. Ea a absolvit Senzoku Gakuen College of Music.

## Filmografie

### Filme
| 2010 | Hanamizuki |